# 孔普斯 (德龙省)
孔普斯（法語：Comps，法語發音：[kɔ̃ps]）是法国德龙省的一个市镇，属于尼永斯区。该市镇总面积11.88平方公里，2009年时的人口为169人。

## 人口
孔普斯人口变化图示